# Тамгацик (археологический памятник)
Тамгацик — употребляемое в научно-популярной литературе название комплекса археологических памятников в местечке Тамгацик (Северный Кавказ, Россия). Представлен селищем и могильником позднекобанской культуры (пред- и раннескифская эпоха), а также селищем и могильником сармато-аланского периода. Назван по местности, в которой был обнаружен — здесь находится небольшая балка, склоны которой покрыты вырезанными знаками-тамгами (Тамгацик — кабард.-черк. «Маленькая тамга»).

## Исследования
Тамгацикские доисторические и раннесредневековые археологические памятники обнаружены на территории Хабезского района Карачаево-Черкесской Республики в местности под названием Тамгацик/Тамгацикская балка, в трёх километрах севернее аула Жако и трёх километрах восточнее правого берега реки Малый Зеленчук (третья речная терраса). Первые раскопки здесь велись в 1952—1954 годах экспедицией ЧНИИ (КЧНИИ) под руководством археолога Е. П. Алексеевой. Культурный слой найден только на холмах, которые в научно-публицистической литературе иногда называют «Тамгацикскими буграми». Памятник описан в отчётах полевых исследований и некоторых работах Е. П. Алексеевой, а также отмечен в трудах Е. И. Крупнова, Х. Х. Биджиева и других кавказоведов России. Ценность тамгацикских находок кобанского периода заключается в том, что это первый археологический позднекобанский бытовой объект со следами скифской культуры в верховьях Кубани и Зеленчуков — «он как бы перебрасывает мост от прикубанских памятников к их восточным группам» (Е. И. Крупнов):141.
В окрестностях аула Жако, где находятся Тамгацикские памятники, а также на территории самого аула, обнаружены многочисленные следы человеческой деятельности в доисторический и средневековый периоды. С тамгацикскими поселениями соседствуют более поздние христианские могильники (X века) и средневековые адыгские курганные захоронения. Также здесь обнаружены остатки квадратной башни, именуемой Калеж (см. статью Жаковские археологические памятники).
| Отчеты о полевых исследованиях Тамгацика (каталог архива ИА РАН): | | |
| Автор отчета:                                                     | Алексеева Е. П. | Алексеева Е. П. |
| Название отчета:                                                  | Отчет о работе археологической экспедиции ЧНИИ летом 1952 г. | Отчет о работе археологической экспедиции ЧНИИ летом 1953 г. |
| Архивный номер, кол-во листов и иллюстраций:                      | Ф-1. Р-1. № 671. 88 л., 35 ил. | Ф-1. Р-1. № 787. 114 л. № 788 — Альбом иллюстраций к отчету. 75 л., 96 ил. |
| Название экспедиции, организатор:                                 | АЭ Черкесского НИИИЯЛ. | АЭ Черкесского НИИ. |
| Тип полевых работ:                                                | Разведки, раскопки. | Раскопки. |
| Название памятника, культурная принадлежность, датировка:         | Окрестности аула Жако: поселение Тамгацик; могильники грунтовый с каменными ящиками и курганный; оборонительное сооружение Башня Калеж. РЖВ — средневековье. III в. до н. э. — XIV в. н. э. | Поселение Тамгацик (и грунтовый мог. с каменными ящиками); грунтовый могильник с каменными ящиками у аула Жако. Средневековье. Культуры аланских и адыгских племен. IV—XV вв. |
| Место хранения коллекции:                                         | Черкесский НИИИЯЛ. | Черкесский НИИ. |

## Кобанский период
Тамгацикские артефакты доисторического периода относятся к местной позднекобанской культуре, также здесь найдены предметы, свидетельствующие о значительном скифском влиянии. Этот период исследователи относят к раннему железному веку на Северном Кавказе:140. Е. П. Алексеева предполагает, что «на рубеже VI—V вв. до н. э. жителей Тамгацика постигла какая-то катастрофа (нападение врагов), в результате чего жилые дома и постройки для содержания скота были разрушены и под развалинами их погибли люди и животные. Оставшееся население, не успевшее спастись бегством, было перебито и изрубленные трупы сброшены в яму».
Поселение VIII—VI вв. до н. э. Участки поселения древних кобанцев локализуются археологами на «южном», «западном» и «среднем» холмах. На «южном» холме обнаружены большие завалы из камней, вероятно, остатки разрушенных жилищ и бытовых сооружений. В культурном слое (глубина 0,4 м) найдены каменные сельскохозяйственные орудия — обломки жёрновов, овальные зернотёрки, тёрочники, песты, а также куски самана. Остатки керамики на «южном» холме — черепки мисок, горшков, кувшинов свидетельствуют, что в древности посуда была богато украшена рельефными и геометрическими узорами. Тамгацикская керамика аналогична хумаринской (из раскопа № III) и напоминает верхнекобанскую и кызылкалинскую (остатки подобной керамики найдены на «западном» и «среднем» тамгацикских холмах). На «среднем» холме также обнаружены остатки строений, которые располагались нескученно, в плане были прямоугольные (почти квадратные) и трапециевидные. Вероятно, строения были турлучные на каменных фундаментах, иногда полы выкладывались каменными плитками. Обнаружены подвалы и зерновые ямы. Находки на «среднем» холме: каменная ступа, песты, жёрнова, зернотёрки; кости коровы, лошади, свиньи, овцы и утки; зёрна проса, конопли; черепки лепной и гончарной сероглиняной посуды, лощеной и нелощеной (миски, кувшины, горшки). Также на «среднем» холме обнаружены артефакты возникшего здесь в период раннего средневековья сармато-аланского поселения (см. раздел «Сармато-аланский период»).
Могильник VI — нач. V вв. до н. э. На «южном» холме обнаружены различные по устройству погребения — прямоугольные в плане ящики из известняковых плит поставленных на ребро и плохо отесанных брусков; ямы метровой глубины, в плане овальные и прямоугольные (почти квадратные), края которых были обложены на поверхности камнями; могилы неправильной формы, в виде трапеции или ромба, со стенками из каменных брусков и каменных плит положенных плашмя. Большая часть обнаруженных человеческих останков находилась в полном беспорядке, по предположению Е. П. Алексеевой они являлись коллективными захоронениями. Ориентация могил самая разнообразная — юз-сз, з-в, ю-с, юз-св. Наряду с человеческими костями обнаружены кости коня — зубы, иногда конечности. Конские зубы найдены вместе с удилами — железными кольчатыми, иногда витыми, бронзовыми стремячковидными. В могилах обнаружены миски — целые или в обломках, некоторых из них были наполнены раковинами каури средиземноморского происхождения (лат. Cypraea moneta), нанизанными на нить и со срезанными спинками. Известно, что такие раковины в древности часто использовались в качестве денег, таким образом находки можно отнести к своеобразным «денежным кладам». Керамика, обнаруженная в могильнике, подобна среднекубанской меотской, а также центральнокавказской (пятигорской) позднекобанской. Она представлена в основном черепками лепной серой, изредка красной посуды — мисками, кружками, сосудами на кольцевой ножке. В могильнике найдено различное оружие: железные серповидные (с горбатой спинкой) ножи, ножи в виде бритв, втульчатый наконечник копья с узким спициевидным пером, кинжал-акинак с сердцевидным перекрестьем и брусковидным навершием, наконечники стрел (скифского типа, втульчатые — бронзовые и железные). Из обнаруженных украшений — янтарные бусы, железные булавки «без головки» позднекобанского типа, бронзовая пронизка с каплевидным приливом («грибочком»).

## Сармато-аланский период
В период поздней античности и раннего средневековья на Северный Кавказ проникали ираноязычные сармато-аланские племена, в Тамгацике найдено одно из поселений этого периода, представленное селищем и могильником. Также исследователь И. Мизиев предполагает, что некоторые артефакты Тамгацика могут носить следы культуры тюркоязычных чёрных болгар, которые, вероятно, появились в этих местах после VII—VIII веков.
Поселение IV—V вв. «Средний» холм, помимо древнего культурного слоя, сохранил и более поздние остатки построек — раннесредневековое селище. Строения в нём, вероятно, были каменные и турлучные. Средневековая керамика «среднего» холма одновременна найденной на «северном» холме.
Могильник IV—V вв. На «северном» холме локализовано средневековое захоронение, могилы которого представляют собой грунтовые погребения, покрытые каменными плитами и без наружных признаков. Среди человеческих останков найдены костяки со скрещенными голенями и деформированный череп. Инвентарь могильника аналогичен инвентарю адиюхского могильника, где в некоторые могилах голени умерших также были перекрещены. К наиболее интересным, обнаруженным здесь артефактам, археологи относят фибулы и зеркало с центральной петлей и геометрическим орнаментом из погребения № 4 (аналогичные зеркала из Танаиса датируются IV—V веками).